# علم جزر ماريانا الشمالية
أعتمد علم جزر ماريانا الشمالية في 1 يوليو 1985 بموجب الدستور الثاني للمقاطعة، صُمم العلم في عام 1985. يتكون العلم من راية زرقاء ترمز للمحيط الهادئ وخندق ماريانا عليها نجمة بيضاء ترمز إلى الولايات المتحدة وحجر لاتيه رمادي يرمز إلى شعب شامورو وإكليل من الزهور يمثل الكاروليين. يتكون الإكليل من عدة أزهار منها اليلانج والبلوميريا البيضاء والبندق الهندي وحبق رقيق الأزهار.

## الأعلام التاريخية
- علم جزر الهند الشرقية الإسبانية.
- علم غينيا الجديدة الألمانية المقترح.
- استخدام علم الأمم المتحدة بين عامي 1947-1965
- استخدام علم الإقليم المشمول بالوصاية لجزر المحيط الهادئ في أعوام 1965-1972
- علم غير رسمي 1972-1976. العلم الرسمي 1976-1981.
- علم 1976–1989